# Jegi-dong
Jegi-dong (koreanska: 제기동) är en stadsdel i Sydkoreas huvudstad Seoul. Den ligger i den nordöstra delen av staden i stadsdistriktet Dongdaemun-gu. I stadsdelen ligger marknaden Gyeongdong, en av Sydkoreas största marknader för örtmediciner och ginseng.